# Phaeosphaeria nodorum
Phaeosphaeria nodorum (E. Müll.) Hedjar. – gatunek grzybów z klasy Dothideomycetes. Wywołuje chorobę o nazwie septorioza plew pszenicy.

## Systematyka i nazewnictwo
Pozycja w klasyfikacji według Index Fungorum: Phaeosphaeria, Phaeosphaeriaceae, Pleosporales, Pleosporomycetidae, Dothideomycetes, Pezizomycotina, Ascomycota, Fungi.
Po raz pierwszy zdiagnozował go w 1952 r. Emil Müller nadając mu nazwę Leptosphaeria nodorum. Obecną, uznaną przez Index Fungorum nazwę nadał mu G-A. Hedjaroude w 1969 r.
Synonimy:
- Leptosphaeria nodorum E. Müll. 1952
- Phoma hennebergii Lopr. 1893
- Septoria glumarum Pass. 1879

## Morfologia
Tworzy kuliste, zanurzone w tkankach roślin owocniki o barwie od brązowej do czarnej i średnicy 150–200 μm. Mają ściany o grubości do 5 grubościennych komórek pseudoparenchymy. Ostiole mają średnicę do 15 μm i są nieco brodawkowate. Worki o rozmiarach 47,5–65 × 8–10 μm, bitunikowe, zgrubiałe, cylindryczne lub zakrzywione, krótko spiczaste, 8-zarodnikowe. Askospory wrzecionowate, niemal bezbarwne, lub jasnobrązowe, z 3 przegrodami. Mają rozmiar 19,5–22,5 × 5–4 μm, są zwężone w miejscu przegród i mają nabrzmiałą ostatnią komórkę. Strzępki pseudoparenchymy nitkowate, bezbarwne, z przegrodami.
Pyknidia zanurzone, kuliste, o barwie od miodowej do ciemnobrązowej i średnicy 140–200 μm. Mają ściany zbudowane z kilku warstw (do 5) grubych, cienkościennych, miodowożółtych komórek pseudoparenchymy komórek, nieco większych i bardziej grubościennych w pobliżu ostioli. Jest ona nieco brodawkowata i ma średnicę do 25 μm. Komórki konidiotwórcze wyrastają z wewnętrznej warstwy pseudoparenchymy. Są nieco gruszkowate lub cylindryczne, bezbarwne, bez przegród, niezróżnicowane, o długości 6 μm i szerokości 4–6 μm. Zarodniki bezbarwne, cylindryczne, proste, czasami zagięte, najczęściej z 3-przegrodami, tępą podstawą i tępym wierzchołkiem. Rozmiary: 22–30 × 2,5–3 μm.

## Występowanie
Jest szeroko rozprzestrzeniony. Poza Antarktydą występuje na wszystkich kontynentach.
Pasożyt, grzyb mikroskopijny rozwijający się jako endobiont w tkankach roślin. Stwierdzono jego występowanie na pszenicy, życie i wiechlinie łąkowej.